# Стретилово
Стретилово — деревня в Тихвинском городском поселении Тихвинского района Ленинградской области.

## История
СТРЕТИЛОВО — слобода Стретиловского общества, прихода Введенского Тихвинского монастыря. Река Тихвинка.

Крестьянских дворов — нет. Строений — 50, в том числе жилых — 35.

Число жителей по семейным спискам 1879 г.: 99 м. п., 110 ж. п.; по приходским сведениям 1879 г.: 98 м. п., 103 ж. п.

В конце XIX — начале XX века деревня административно относилось к Костринской волости 3-го земского участка 1-го стана Тихвинского уезда Новгородской губернии.

СТРЕТИЛОВО — слобода Стретиловского общества, дворов — 38, жилых домов — 36, число жителей: 101 м. п., 95 ж. п. 

Занятия жителей — земледелие. Река Тихвинка. Часовня, смежна с городом Тихвином. (1910 год)

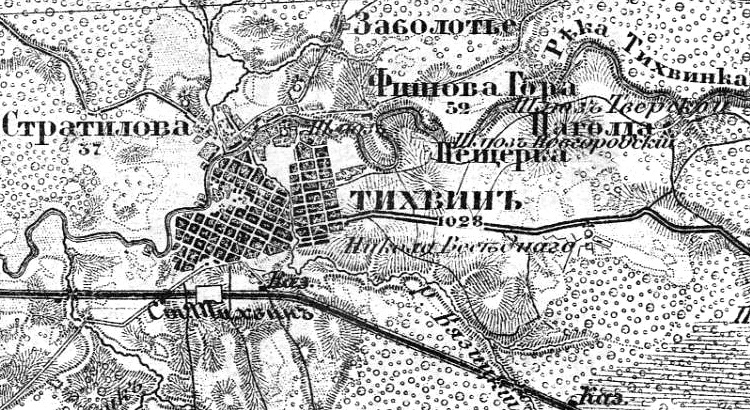
Деревня Стретилово на карте 1913 года

Согласно карте Петроградской и Новгородской губерний 1913 года деревня называлась Стратилово насчитывала 37 крестьянских дворов.
С 1917 по 1918 год деревня Стретилово входила в состав Костринской волости Тихвинского уезда Новгородской губернии.
С 1918 года в составе Череповецкой губернии.
С 1924 года в составе Пригородной волости.
С 1927 года в составе Фишевогорского сельсовета Тихвинского района.

Деревня Стретилово на карте 1932 года

Согласно карте Ленинградской области Северо-западного аэрогеодезического треста ГГУ издания 1932 года деревня насчитывала 25 крестьянских дворов.
По данным 1933 года деревня Стретилово входила в состав Фишевогорского сельсовета Тихвинского района.
В 1940 году население деревни Стретилово составляло 347 человек.
С 1954 года в составе Лазаревичского сельсовета.
В 1961 году население деревни Стретилово составляло 177 человек.
По данным 1966, 1973 и 1990 годов года деревня Стретилово также входила в состав Лазаревичского сельсовета и являлась его административным центром.
23 сентября 1992 года решением Малого Совета Леноблсовета № 187 административный центр Лазаревичского сельсовета был перенесён из деревни Стретилово в посёлок Берёзовик.
В 1997 году в деревне Стретилово Лазаревичской волости проживали 100 человек, в 2002 году — 98 (русские — 99 %).
В 2007 году в деревне Стретилово Тихвинского ГП проживали 118 человек, в 2010 году — 70, в 2012 году — 124, в 2025 году — 170 человек.

## География
Деревня расположена в юго-западной части района, к западу и смежно с городом Тихвин, на автодороге 41К-166 (западный подъезд к г. Тихвин).
Расстояние до административного центра поселения — 2 км.
Расстояние до ближайшей железнодорожной станции Тихвин — 2 км.
Деревня находится на правом берегу реки Тихвинка.

## Демография
| 1879 | 1910 | 1940 | 1961 | 1997 | 2002 | 2007 |
| ---- | ---- | ---- | ---- | ---- | ---- | ---- |
| 209  | ↘196 | ↗347 | ↘177 | ↘100 | ↘98  | ↗118 |
| 2010 | 2012 | 2017 |      |      |      |      |
| ↘70  | ↗124 | ↗133 |      |      |      |      |

### Национальный состав
Согласно данным Всероссийской переписи населения 2021 года в деревне проживали 139 человек, из них:
 русские — 133, мордва — 1, татары — 1 человек, остальные национальность не указали.

## Улицы
Белозерская, Волховская, Ладожская, Ленинградская, Олонецкая.